# Flora Neerlandica
De Flora Neerlandica (latijn voor 'Flora van Nederland') is de meest uitgebreide flora die ooit over de Nederlandse vaatplanten is verschenen. Het is geen flora die bedoeld was om in het veld mee te nemen.
Het plan voor deze flora bestond al in de negentiende eeuw. Al in 1859 hield Roelof Benjamin van den Bosch een rede over de "Inhoud en vorm onzer toekomstige Flora". In 1868 werd de uitgave zelfs als einddoel opgenomen in de statuten van de Nederlandse Botanische vereniging. Veertien jaar later werd dat overigens weer geschrapt.
Volgens de plannen van Jacob Heimans in 1939 was het oorspronkelijk de bedoeling dat de Flora in 1945 zou verschijnen ter gelegenheid van het honderdjarig bestaan van de Vereniging, maar ten gevolge van de Tweede Wereldoorlog liep het project flinke vertraging op. Hij is daarom in vier delen verschenen van 1948 tot 1982. Elk deel verscheen in meerdere afleveringen die als zelfstandige boekjes te koop waren.
De eerste aflevering (deel 1, aflevering 1) behandelt de Pteridophyta en de naaktzadigen. Vele botanici hebben bijgedragen aan het werk. Zo heeft in het eerste deeltje Simon Jan van Ooststroom de varens voor zijn rekening genomen, Abraham Willem Kloos de wolfsklauwen, en Willem Hendrik Wachter de naaktzadigen; in het deel over de monocotylen heeft Piet Jansen de grassenfamilie bewerkt.
De vier delen omvatten achtereenvolgens (volgens de destijds gangbare indeling van de vaatplanten volgens Adolf Engler):
- Pteridophyten & Gymnospermen
- Monocotylen
- de choripetale Dicotylen
- de sympetale Dicotylen

De laatste twee delen zijn niet meer compleet verschenen.
Het verschil met een veldflora als Heukels' Flora van Nederland is groot. Van elke plant is een volledige beschrijving opgenomen en niet alleen de onderscheidend geachte kenmerken. Van elke behandelde soort wordt ten minste een detailtekening gegeven. Afhankelijk van de zeldzaamheid wordt naast de verspreiding elders in de wereld ofwel een globale verspreiding in Nederland gegeven, ofwel een lijst met plaatsen waar de soort is gevonden. Naar Duitse gewoonte uit het begin van de twintigste eeuw volgt op de soortsbeschrijving een vaak lange lijst van afwijkende vormen, elk met een naam en een vindplaatsenlijst. Dit is een van de laatste flora's waarin deze formae nog een naam kregen. Taxonomisch gezien hebben ze namelijk over het algemeen geen waarde omdat de genetische basis veelal zwak is of afwezig, en verschillende formae aan dezelfde kloon gevonden worden. Het zijn dan dus standplaatsvariaties, die overigens wel ecologische informatie kunnen leveren. Eén soort beslaat in het algemeen zo'n twee pagina's.

## Nova Flora Neerlandica
Op 11 november 2016 werd de aftrap gegeven voor de bewerking en publicatie van de Nova Flora Neerlandica, wederom onder auspiciën van de Koninklijke Nederlandse Botanische Vereniging, tijdens een symposium Taxonomisch onderzoek aan de Nederlandse flora.